# Urceolina
Urceolina, rod lukovičastih geofita iz porodice zvanikovki. Postoji dvadesetak vrsta raširenih po tropskoj Americi, od Srednje Amerike do Bolivije i sjevernog Brazila. Tipična vrsta je Urceolina pendula, sinonim za U. urceolata, vrsta autohtona u Peruu, oko Cuzca.

## Vrste
1. Urceolina amazonica (Linden ex Planch.) Christenh. & Byng
2. Urceolina astrophiala Ravenna
3. Urceolina ayacucensis Ravenna
4. Urceolina bakeriana (N.E.Br.) Traub
5. Urceolina bonplandii (Kunth) Traub
6. Urceolina bouchei (Woodson & P.Allen) Traub
7. Urceolina candida (Planch. & Linden) Traub
8. Urceolina castelnaeana (Baill.) Traub
9. Urceolina caucana (Meerow) Christenh. & Byng
10. Urceolina corynandra Ravenna
11. Urceolina cuzcoensis Vargas
12. Urceolina cyaneosperma (Meerow) Christenh. & Byng
13. Urceolina formosa (Meerow) Christenh. & Byng
14. Urceolina fulva Herb.
15. Urceolina × grandiflora (Planch. & Linden) Traub
16. Urceolina latifolia (Herb.) Benth. & Hook.f.
17. Urceolina lehmannii (Regel) Traub
18. Urceolina microcrater Kraenzl.
19. Urceolina moorei (Baker) Christenh. & Byng
20. Urceolina oxyandra Ravenna
21. Urceolina plicata (Meerow) Christenh. & Byng
22. Urceolina robledoana (Vargas) Traub
23. Urceolina ruthiana (L.Jost, Oleas & Meerow) Christenh. & Byng
24. Urceolina sanderi (Baker) Traub
25. Urceolina ulei (Kraenzl.) Traub
26. Urceolina urceolata (Ruiz & Pav.) Asch. & Graebn.

## Sinonimi
- Collania Schult. & Schult.f.
- Eucharis Planch. & Linden
- Leperiza Herb.
- Microdontocharis Baill.
- Pentlandia Herb.
- Pseudourceolina Vargas
- Urceolaria Herb.